# 1043

## Събития
- Киевският велик княз Ярослав I Мъдри организира неуспешен поход към Константинопол*